# Chusquea longifolia
Chusquea longifolia är en gräsart som beskrevs av Jason Richard Swallen. Chusquea longifolia ingår i släktet Chusquea och familjen gräs. Inga underarter finns listade i Catalogue of Life.